# 関市立南ヶ丘小学校
関市立南ヶ丘小学校（せきしりつ みなみがおかしょうがっこう）とは、岐阜県関市にある公立小学校。

## 概要
- 通学区域は倉知（津保川以南の大部分）、向山町1-4丁目、桐谷台1-3丁目、四季ノ台、桐ケ丘1-3丁目、桃紅大地、倉知南などであり、公立中学校の進学先は関市立桜ヶ丘中学校である[1]。
- 関市倉知地区南部の小学校である。この地域はかつては関市立倉知小学校校下であったが、離れていることから住民の要望によって設置されたいきさつがある[2]。
- 周辺には中部学院大学、関市立関商工高等学校、岐阜県立中濃特別支援学校、岐阜県立関特別支援学校等の教育施設が集まる。

## 沿革
- 1986年（昭和61年） - 関市立倉知小学校から分離し、開校（4月1日に開校式が行われた）。